# Ana Lúcia Chita
Ana Lúcia Chita (25 de Outubro de 1983) é uma actriz portuguesa.
Recebeu formação em interpretação televisiva. Deu o rosto a inúmeros spots publicitários para as mais diversas marcas.

## Televisão
- Baía das Mulheres - Filipa Morais (TVI)
- Uma Aventura - Lina
- Dei-te quase Tudo - Olinda (TVI)
- Um Mundo Catita - Dr.ª Sofia.